# Lopes Consultoria de Imóveis
A LPS Brasil, conhecida pela marca Lopes, é uma empresa do Brasil fundada em 1935 por Francisco Lopes.  Presta serviços no ramo imobiliário na forma de corretagem e de consultoria para projetos e financeira.
Para as empresas incorporadoras, a Lopes oferece os serviços de intermediação de empreendimentos residenciais, comerciais, hotéis, flats, loteamentos, entre outros, assim como presta consultoria no processo de concepção e desenvolvimento dos lançamentos imobiliários.
O consumidor final de lançamentos (imóveis vendidos na planta) da companhia tem à disposição os serviços de intermediação imobiliária, consultoria financeira e contratual quanto às condições de aquisição de imóveis. 
No mercado secundário (imóveis de terceiros), as imobiliárias associadas utilizam uma plataforma online com modelo de comercialização em rede, denominada Rede Lopes. Neste segmento, a Companhia está presente em 10 estados e no Distrito Federal, operando em todas as faixas de renda do mercado imobiliário. 
O alcance geográfico da Lopes e a força comercial de mais de 10 mil corretores autônomos associados conferem à companhia uma posição estratégica no mercado e proporcionam ganhos de escala. Tal integração é fundamental para atrair novos negócios com incorporadores, compradores e proprietários de imóveis. 
Fazem parte do grupo a Habitcasa que trabalha com imóveis de menor valor e a CrediPronto, que é uma parceira com o Itaú Unibanco. A atuação com a CrediPronto é uma importante inovação no processo de financiamento imobiliário, pois encurta o prazo entre o pedido de financiamento e a liberação de recursos. A joint venture também confere à LPS Brasil uma vantagem na oferta de crédito imobiliário no Brasil ao possibilitar que o comprador, em um mesmo local, obtenha o financiamento para sua aquisição e concretize o negócio imobiliário. 
A marca Lopes recebeu o prêmio Top of Mind do setor imobiliário em 2012 , como a unica imobiliária presente no evento ao ser a marca mais lembrada espontaneamente segundo dados da pesquisa do IBOPE Inteligência.

## Projeto de digitalização: Lopes Labs
A Lopes deu início ao seu processo de transformação digital no começo de 2019, quando criou e estruturou o Lopes Labs, hub de inovação cuja missão é “Buscar o encontro ideal entre cliente, imóvel e corretor através do empoderamento digital de todas as partes: cliente final, corretor, franquias, proprietários e incorporadores”.
Hoje, são mais de 100 pessoas de tecnologia trabalhando no Lopes Labs.